# Почётный знак МЧС России
Почётный знак МЧС России — до 01 марта 2013 года являлся ведомственным знаком отличия и высшим нагрудным знаком МЧС России .
Награждение нагрудным знаком МЧС России «Почетный знак МЧС России» производится за заслуги в деле создания, развития и обеспечения успешного функционирования системы МЧС России, отличное выполнение задач по предупреждению и ликвидации последствий аварий, катастроф и стихийных бедствий, многолетнее и безупречное служение делу гражданской обороны.
Личный состав МЧС России может награждаться нагрудным знаком МЧС России «Почетный знак МЧС России» при стаже работы в системе МЧС России (в том числе в службах, органах, учреждениях и организациях, переданных в ведение МЧС России) не менее пяти лет и при условии, если они ранее награждались одним из нагрудных знаков МЧС России «За заслуги», «Участнику ликвидации последствий ЧС».
Награждение производится приказом министра Российской Федерации по делам гражданской обороны, чрезвычайным ситуациям и ликвидации последствий стихийных бедствий.

## История
С 23 ноября 1968 года приказом начальника Гражданской обороны СССР был учрежден знак отличия — Почётный знак Гражданской обороны СССР.
Приказом МЧС России от 25 марта 1998 года был учреждён высший ведомственный знак отличия МЧС России с наименованием — «Почётный знак МЧС РОССИИ».
Лица, награждённые этим знаком имеют ряд льгот и право на присвоение звания Ветеран труда.